# Stayton
Stayton az Amerikai Egyesült Államok északnyugati részén, Oregon állam Marion megyéjében elhelyezkedő város, a salemi statisztikai körzet része. A 2020. évi népszámlálási adatok alapján 8244 lakosa van.

## Története
A települést a területet 1866-ban megvásárló Drury Smith Stayton alapította, aki a folyó mentén gyapjúfeldolgozót és fűrésztelepet létesített. A posta 1872-ben nyílt meg. A Santiam folyón 1880-ig, a híd megépültéig járt komp. 1880-ra megnyílt a mosoda és elindult a The Stayton Sun újság.
Stayton a települést lányáról, Florence-ről nevezte volna el; mivel már létezett egy Florence nevű oregoni város, a posta ezt elutasította, így választása a Stayton névre esett, lánya keresztnevét pedig az egyik utca vette fel. Stayton az 1884-es sikertelen kísérletet követően 1891-ben kapott városi rangot.

## Éghajlat
A város éghajlata mediterrán (a Köppen-skála szerint Csb).
| Hónap                         | Jan.  | Feb.  | Már. | Ápr. | Máj. | Jún. | Júl. | Aug. | Szep. | Okt. | Nov.  | Dec.  | Év    |
| ----------------------------- | ----- | ----- | ---- | ---- | ---- | ---- | ---- | ---- | ----- | ---- | ----- | ----- | ----- |
| Rekord max. hőmérséklet (°C)  | 21,0  | 22,0  | 25,0 | 30,0 | 37,0 | 39,0 | 41,0 | 41,0 | 39,0  | 33,0 | 24,0  | 19,0  | 41,0  |
| Átlagos max. hőmérséklet (°C) | 8,3   | 10,8  | 13,1 | 15,8 | 19,5 | 22,8 | 27,1 | 27,1 | 24,3  | 18,1 | 11,6  | 8,3   | 17,3  |
| Átlagos min. hőmérséklet (°C) | 0,8   | 1,7   | 2,8  | 4,4  | 6,8  | 9,6  | 11,0 | 10,8 | 8,9   | 6,1  | 3,3   | 1,2   | 5,6   |
| Rekord min. hőmérséklet (°C)  | −17,0 | −14,0 | −8,0 | −4,0 | −1,0 | 1,0  | 1,0  | 1,0  | −1,0  | −5,0 | −13,0 | −22,0 | −22,0 |
| Átl. csapadékmennyiség (mm)   | 194   | 142   | 141  | 104  | 80   | 58   | 17   | 27   | 51    | 108  | 194   | 215   | 1331  |
| Forrás: Weatherbase           |       |       |      |      |      |      |      |      |       |      |       |       |       |

## Népesség
A 2010-es népszámláláskor a városnak 7644 lakója, 2882 háztartása és 2031 családja volt. A népsűrűség 966,4 fő/km2. A lakóegységek száma 3049, sűrűségük 385,5 db/km2. A lakosok 87,7%-a fehér, 0,5%-a afroamerikai, 1,4%-a indián, 0,7%-a ázsiai, 0,2%-a a Csendes-óceáni szigetekről származik, 5,9%-a egyéb, 3,6%-a pedig kettő vagy több etnikumú. A spanyol vagy latino származásúak aránya 14,3% (   )
A háztartások 38,1%-ában élt 18 évnél fiatalabb. 50,3% házas, 14,9% egyedülálló nő, 5,3% egyedülálló férfi, 29,5% pedig nem család. 24,6% egyedül élt; 10,8%-uk 65 éves vagy idősebb. Egy háztartásban átlagosan 2,65 személy élt; a családok átlagmérete 3,15 fő.
A medián életkor 35 év volt. A város lakóinak 27,8%-a 18 évesnél fiatalabb, 9% 18 és 24 év közötti, 25,3%-uk 25 és 44 év közötti, 24,9%-uk 45 és 64 év közötti, 12,9%-uk pedig 65 éves vagy idősebb. A lakosok 48,3%-a férfi, 51,7%-a pedig nő.

## Látnivalók
A Pioneer Parkban felállított fedett híd az egykor a Thomas-patakon átívelő műtárgy másolata. Az 1994-ben leégett, majd helyreállított szerkezet különféle rendezvények helyszíne. A Kingston-préri természetvédelmi terület a várostól öt kilométerre délkeletre fekszik. A Silver Falls Állami Park Oregon legnagyobb tájvédelmi körzete.

## Oktatás
A város közoktatási intézményeinek fenntartója a North Santiam Tankerület, emellett magániskolák (például a Regis High School és a St. Mary Elementary School összevonásával létrejött Regis St. Mary Catholic School) is működnek.

## Infrastruktúra
A város közúton az Oregon Route 22-n közelíthető meg. Az 1953-ban megnyílt Santiam Kórházban 40 betegágy található.

## Chainsaw
A The Band Perry Chainsaw című dalának videóklipjét részben a staytoni palackozóüzemben vették fel.

## Nevezetes személyek
- A. Walter Norblad, képviselő, ügyvéd[17]
- Albin W. Norblad, bíró[18]
- Fred Girod, politikus[19]
- Greg Brock, baseballjátékos[20]
- Jay Baller, baseballjátékos[21]
- Travis Lulay, amerikaifutball-játékos[22]
- Terry Schrunk, politikus[23]
- Wanda Brown Shaw, tanár[24]

## Fordítás
- Ez a szócikk részben vagy egészben  a   Stayton, Oregon című angol Wikipédia-szócikk ezen változatának fordításán alapul.  Az eredeti cikk szerkesztőit annak laptörténete sorolja fel. Ez a jelzés csupán a megfogalmazás eredetét és a szerzői jogokat jelzi, nem szolgál a cikkben szereplő információk forrásmegjelöléseként.